# Conto navale pisano
Il Conto navale pisano è un noto resoconto di spesa relativo all'allestimento di una flotta navale risalente alla prima parte del XII secolo (per alcuni storici alla fine dell'XI secolo) prodotto a Pisa, principale porto della Toscana, in una lingua volgare pan-toscana e oggi conservato nella biblioteca pubblica di Filadelfia. Per la sua attuale collocazione è detta anche Carta di Filadelfia.
Risulta essere il più antico testo scritto in una lingua chiaramente classificabile come "volgare toscano", testimonianza di una forte convergenza linguistica tra le varie parlate toscane causata dalla sempre più forte convergenza economica che aveva proprio in Pisa, porto tra i principali del Mediterraneo ben collegato con la viabilità continentale (Via Francigena, che passa dalla vicina Lucca, compresa) e punto di approdo delle merci provenienti da tutto il bacino idrografico dell'Arno e quindi con le terre dei vari contadi e di città importanti come Pescia, Pistoia, Prato, Firenze, Empoli, Arezzo o Certaldo. Questo è il periodo in cui la Toscana, grazie anche all'intraprendenza dei suoi marchesi (detti duchi) - quali Matilde di Toscana - vive un momento di grande fervore economico, politico e culturale che ha come sua conseguenza naturale la crescente convergenza linguistica, terreno di coltura per il fiorire della grande letteratura che nei secoli successivi al Conto navale pisano vedrà come protagonisti uomini come Guittone d'Arezzo, Dante Alighieri, Francesco Petrarca e Giovanni Boccaccio.   